# Массовая многопользовательская онлайн-игра
Массовая многопользовательская онлайн-игра (англ. massively multiplayer online game), сокращённо ММО — компьютерная онлайн-игра, в которой большое количество игроков взаимодействует друг с другом в «постоянном» игровом мире, расположенном на удалённом сервере.
Основным отличием MMO от большинства стандартных сетевых компьютерных игр являются два фактора:
- MMO функционирует исключительно через Интернет — стандартные мультиплеерные игры могут функционировать, кроме Интернета, и через локальную сеть.
- в MMO одновременно играют от нескольких десятков до тысяч человек, имеющих возможность игрового взаимодействия друг с другом — количество одновременных участников в стандартных мультиплеерных играх обычно колеблется от единиц до нескольких десятков человек.

Также бывают исключения, например танки и подобные игры..

## Основные типы MMO

### По жанру
Онлайн-игры делятся на два больших типа:
- Служба «ищу партнёра», то есть, игра в шутер от первого лица, автосимулятор и другие традиционные игры с возможностью найти партнёра в Интернете (сюда не относятся шахматы, покер и т. п.).
- Онлайн-мир — игра, в которой большое количество персонажей существуют в одном виртуальном мире. В свою очередь, онлайн-миры можно разделить на:
  - MMORPG — массовая многопользовательская ролевая игра.
  - MMOFPS — массовый многопользовательский 3D-шутер.
  - MMORTS — массовая многопользовательская стратегия в реальном времени.
  - MMOSG (Massively Multiplayer Online Social Game) — массовая многопользовательская социальная онлайн-игра
  - MMORG (Massively Multiplayer Online Racing Game) — массовая многопользовательская гоночная игра.
  - Массовые стратегические игры (как военные, так и экономические). Как подвид, спортивные менеджеры.
  - Массовые викторины.
  - И другие, более редкие типы. Например, симуляторы войны, авиасимуляторы с диспетчерской службой.

Зачастую, границы жанров стираются. Например, во многих современных MMOFPS присутствует RPG-составляющая — игрок может улучшать различные характеристики своего персонажа, открывать новое оружие и технику, изучать умения.

### По типу клиента
В роли клиентского программного обеспечения может выступать:
- Особая программа-клиент (например, World of Warcraft, Eve Online).
- Терминальная программа (MUD-клиент)
- Браузер (BBMMORPG), (отдельные проекты, например, игра Tale, ОГейм и Игры для социальных сетей).
- Почтовый клиент (PBEM).
- Клиент IRC (например, в викторине).
- Клиент Jabber.